# Liste der Naturdenkmale in Salach
| Naturdenkmale | Anzahl |
| ------------- | ------ |
| FND           | 3      |
| END           | 3      |
| Gesamt        | 6      |

Die Liste der Naturdenkmale in Salach nennt die verordneten Naturdenkmale (ND) der im baden-württembergischen Landkreis Göppingen liegenden Gemeinde Salach. In Salach gibt es insgesamt sechs als Naturdenkmal geschützte Objekte, davon drei flächenhafte Naturdenkmale (FND) und drei Einzelgebilde-Naturdenkmale (END).
Stand: 1. November 2016.

## Flächenhafte Naturdenkmale (FND)
| Name                          | Bild | Kennung     | Einzelheiten | Position | Fläche Hektar | Datum        |
| ----------------------------- | ---- | ----------- | ------------ | -------- | ------------- | ------------ |
| Feuchtgebiet Katzenlauh       | BW   | 81170420005 | Salach       | ⊙        | 0,9           | 3. Feb. 1998 |
| Feuchtgebiet östl. Bärenhöfle | BW   | 81170420006 | Salach       | ⊙        | 0,1           | 3. Feb. 1998 |
| Hohlweg Pferchgraben          | BW   | 81170420004 | Salach       | ⊙        | 0,8           | 3. Feb. 1998 |
| Legende für Naturdenkmal      |      |             |              |          |               |              |

## Einzelgebilde (END)
| Name                                | Bild | Kennung     | Einzelheiten | Position | Fläche Hektar | Datum         |
| ----------------------------------- | ---- | ----------- | ------------ | -------- | ------------- | ------------- |
| 1 Eiche am Weg v.Birkhof n.Ramsberg | BW   | 81170420002 | Salach       | ⊙        | 0,0           | 22. Okt. 1984 |
| 1 Eiche, Dicke Eiche                | BW   | 81170420003 | Salach       | ⊙        | 0,0           | 22. Okt. 1984 |
| 2 Linden nördl. Staufeneck          | BW   | 81170420001 | Salach       | ⊙        | 0,0           | 22. Okt. 1984 |
| Legende für Naturdenkmal            |      |             |              |          |               |               |